# جورج غاردنر سيمونز
جورج غاردنر سيمونز (بالإنجليزية: George Gardner Symons)‏ هو رسام أمريكي، ولد في 1861 في شيكاغو في الولايات المتحدة، وتوفي في 18 يناير 1930 في Hillside, New Jersey ‏ في الولايات المتحدة.